# Коммунаровское сельское поселение (Тюменская область)
Коммунаровское се́льское поселе́ние — муниципальное образование в Исетском районе Тюменской области Российской Федерации.
Административный центр — посёлок Коммунар.

## История
Статус и границы сельского поселения установлены Законом Тюменской области от 5 ноября 2004 года № 263 «Об установлении границ муниципальных образований Тюменской области и наделении их статусом муниципального района, городского округа и сельского поселения».

## Население
| 2010  | 2011  | 2012  | 2013  | 2014  | 2015  | 2016  |
| ----- | ----- | ----- | ----- | ----- | ----- | ----- |
| 1967  | ↗1972 | ↘1967 | ↗1997 | ↗2028 | ↘2008 | ↗2013 |
| 2017  | 2018  | 2019  | 2020  | 2021  |       |       |
| ↘1999 | ↘1953 | ↘1919 | ↗1920 | ↘1760 |       |       |

## Состав сельского поселения
| № | Населённый пункт | Тип населённого пункта          | Население |
| - | ---------------- | ------------------------------- | --------- |
| 1 | Коммунар         | посёлок, административный центр | 1517      |
| 2 | Кукушки          | деревня                         | 390       |
| 3 | Миролюбова       | деревня                         | 60        |